# Трембіта (оперета)
«Трембіта» — оперета Юрія Мілютіна, написана в 1948 році. Перша прем'єра оперети відбулася 21 грудня 1949 року в Москві. Дія цієї радянської оперети відбувається в одному з гуцульських селищ Верховини в вересні 1945 року. Складається з трьох дій. На основі цієї оперети в 1968 році був знятий фільм «Трембіта». Режисер — Олег Ніколаєвській, компанія-виробник — Свердловська кіностудія.
Автор тривалий час вивчав культуру гуцулів і використав її в своїй опереті. Вдале лібрето багато в чому спирається на давні традиції українського народу, правдиво і любовно показано побут селян Закарпаття.

## Дійові персонажі
Атанас Кошуб-старий гуцул-садівник; Василина-його онука; Олеся-подруга Василини; Парася- мати Олесі; Богдан Сусик; Олексій Сомов-демобілізований старшина; Граф Шенборн; Прокіп Цонєв-представник сільради; Микола-його син; Грицько та Іван- старі гуцули; Графія Валивчук; Маринка, Аничка- молоді гуцулки; Петро, Михась, Йосип — молоді гуцули .

## Сюжет

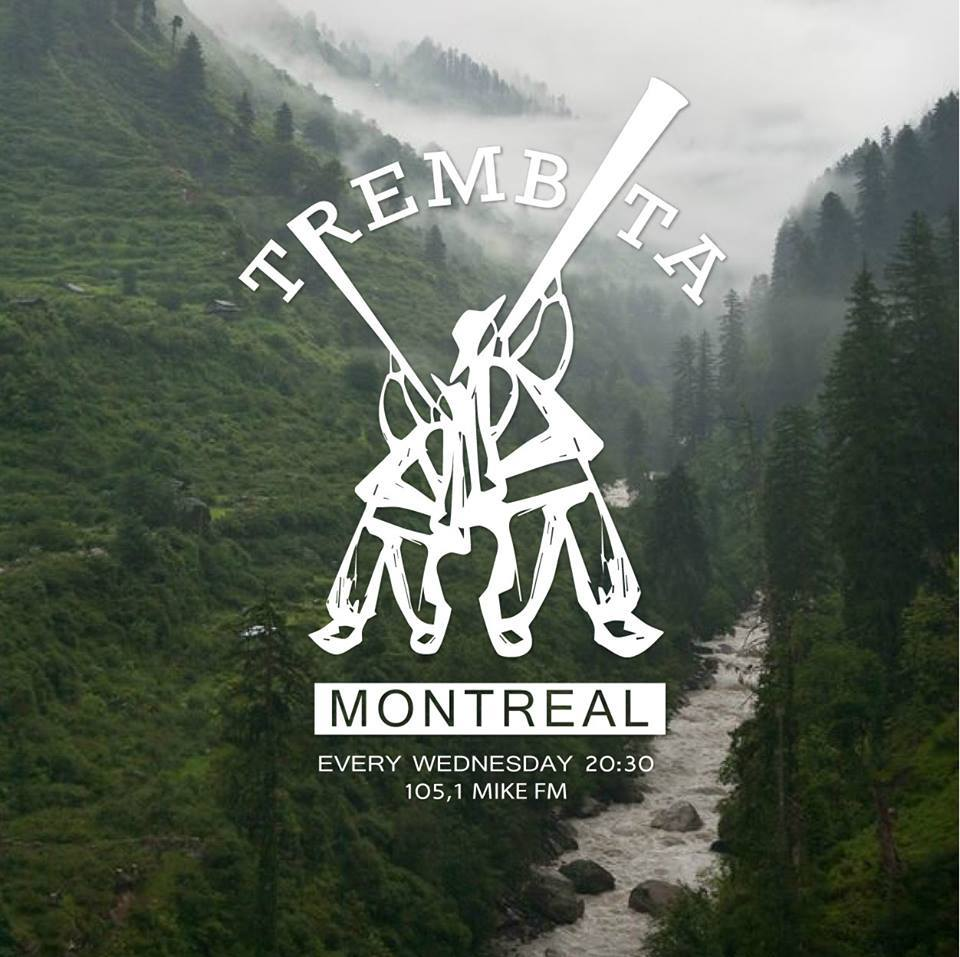

Закохана парочка — Микола і Олеся, говорять про нове життя, про плани влаштувати громадський плодовий сад і виноградники біля руїн старовинного замку, але поступово розмова переходить на іншу тему. Ревниву Олесю турбує, що Микола з дитинства засватаний на іншій дівчині, Василині. Однак юнак запевняє кохану в своїх почуттях і обіцяє не одружитися з іншою.
Не спиться і старому Атанасу. Його внучка Василина ввечері побачила вдалині блукаючий вогник, і, взявши рушницю, пішла в гори. Старий виходить з хати на пошуки внучки і раптом бачить людину, що крадеться до його колодязя. Атанас впізнає графського мажордома Богдана Сусика. Той пояснює, що таємно повернувся на пошуки графських скарбів і вмовляє старого допомогти йому, пообіцявши половину багатств. Атанас, згнітивши серце, погоджується з думкою забезпечити благополуччя внучки.
Пошуки Василини увінчалися успіхом. У горах вона зустріла незнайому людину. Через плече у незнайомця висів фотоапарат, а в руках він тримав карту місцевості. Змусивши чужака підняти руки, смілива дівчина під дулом рушниці до ранку вела незнайомця, в село. Замкнувши шпигуна в сараї, Василина пострілом в повітря зібрала навколо себе всіх жителів села.
Прокіп дізнається в спійманій людині свого фронтового товариша Олексія Сомова, якого він же сам і запросив в гості після війни. В один момент Василина стає об'єктом глузувань.
Батько Миколи вирішує заслати сватів до Василини, що сильно турбує юнака. Він вирішує порозумітися з Василиною і, на своє щастя, з'ясовує, що та теж не відчуває до нього ніяких почуттів, крім сестринських. Микола йде щаливим, Василина сумує і теж мріє про кохання.
Увечері того ж дня до будинку Атанаса урочисто підходять свати. Серед них і Олексій Сомов. Старий Атанас привітно зустрічає гостей і запрошує до хати. Все село спостерігає за цією подією. Розчулений старий хоче благословити внучку, але та засмучує його і радить сватам відправлятися в інший будинок. Почувши, в який саме, Парася ні в яку не погоджується віддавати дочку за Миколу, вважаючи його мисливцем за багатим приданим. Свято перетворюється в горе. Особливо сумує Атанас, який мріяв виконати волю загиблого сина. Не всі розходяться, залишається тільки Олексій, якому сподобалася і сама дівчина, і її рішучий вчинок. Василина теж рада поспілкуватися з ним. Незабаром новим життям заживає село. Під керівництвом Василини та Олексія розгортається робота громадського плодового саду. Тим часом в передчутті майбутнього багатства Сусик безтурботно п'є і споює старого Атанаса. Втративши відповідний для вилучення скарбів момент, тепер він раптом дізнається, що молодь збирається підірвати руїни графського замку. Це не входить в плани Сусика, і він замислюється, як йому бути. Несподівано в хату Атанаса приходить Парася Никанорівна і застає там свою втрачену любов. Сусик ж вдає, що не впізнає її і видає себе за свого неіснуючого брата-близнюка Василя. Молодь зібралася, щоб відправитися на пустку. Богдан Сусик приєднується до них. Щоб не допустити їх до руїн замку, він придумує жахливу легенду. За словами, Пенчо виходить з могили, шукає закоханих і висмоктує у них кров. Знаючи, що серед молодих селян чи знайдеться той, чи та, чиє серце не схильне до любовних переживань, Сусик майже відрадив хлопців і дівчат йти до руїн, але з'явився Олексій за дві секунди розвіяв їхні сумніви. Всі зі сміхом забувають про свої страхи. Кипить робота. Василина показує Олексію свої успіхи в посадці виноградної лози. Тут же відбувається їх взаємне освідчення в коханні. З'являється Сусик, переодягнений привидом, але нікого вже не може налякати, скоріше, лякається сам. А незабаром знаходиться і величезна скриня. Під крики Сусика «Моє, моє!» Скриню розкривають і бачать там лише гори акцій імперських банків, купчих, векселів та заставних. Молодь тут же втрачає інтерес до знахідки. Розчарований Сусик теж йде. Старому Атанасу соромно за пошуки скарбу. Василина ж запевняє його, що її багатство — земля під ногами, зірки над головою і друзі навколо неї. Чути звук трембіти. Це сусіднє село подає сигнал про успішне закінчення робіт. Звучить фінальна урочиста пісня радісних селян, яку заспівує хор, і чим завершується оперета.

## Вокальні номера
1. Скоро, скоро сховається тінь… (виконує Микола та Олеся на початку оперети)
2. Не май сто друзів, а май сто рублів …(виконує Сусик)
3. Клятва (Щоб у мене язик відсох..) (виконує Сусик та Атанас)
4. Ай, да наша Василина!(виконує хор)
5. Ось так випадок, ну, справи… (виконує хор)
6. Я перед Вами винен… (виконує Олексій)
7. Добрий гість до нас прийшов… (виконує хор)
8. Від дубки до дубки — синій, синій гай, гай … (виконує Парася)
9. Чиндей-ринди-Ріца, берізку вітер гне … (виконує Микола та Василина)
10. Хіба нам не світить сонце з-за хмар … (виконує Василина)
11. Ой, Микола, Микола … Ой, Олеся, Олеся … (виконує Олеся та Микола)
12. Можу я бути його сестрою … (виконує Василина)
13. Що таке, що таке … (виконує Парася та хор)
14. Як поєднати, скажіть самі … (виконує Олексій та Василина).
15. Розмова на цю тему псує нервову систему … (виконує Парася та Сусиік)
16. Як би було добре, добре-добре (виконує Олеся, Микола)
17. Чомусь так буває … (виконує Олексій та Василина)
18. Квітни, наш край …(виконує хор наприкінці оперети)

## Крилаті фрази
1. Моє багатство — земля під ногами, зірки над головою і друзі навколо.(Василина)
2. Все роби: дури, обманюй, хапай, кради — тільки стань порядною людиною! (Сусик)
3. Розмова на цю тему псує нервову систему.(Сусик)

## Цікаві факти
- Фільм «Трембіта» став лідером прокату 1969 року (51,2 мільйона глядачів).
- У 1950 році учасники вистави Московської оперети «Трембіта» були нагороджені Сталінською премією.